# Onychogomphus pilosus
Onychogomphus pilosus é uma espécie de libelinha da família Gomphidae.
Pode ser encontrada nos seguintes países: Etiópia, Quénia e Tanzânia.